# 라우마

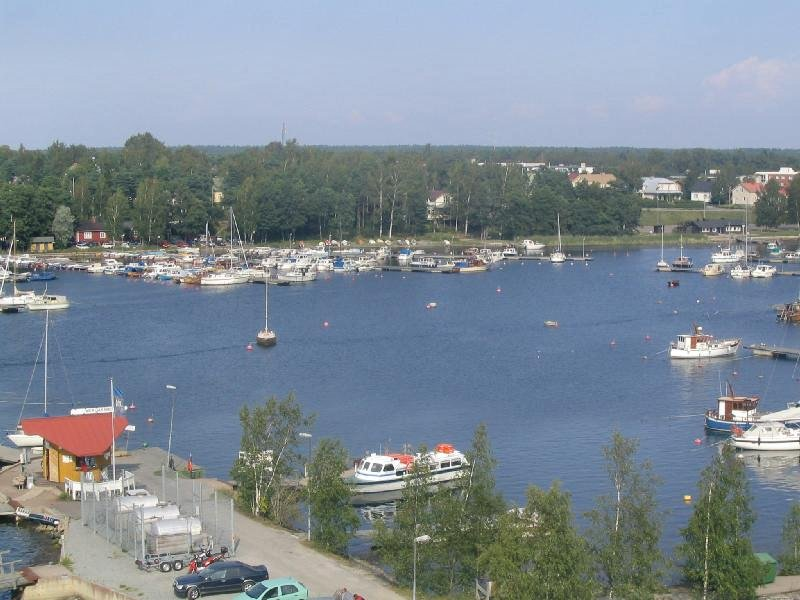
라우마 항

라우마(핀란드어: Rauma, 스웨덴어: Raumo 라우모[*])는 핀란드 서부 연안에 위치한 도시로, 면적은 1,110.12 km2, 인구는 39,802명(2012년 기준), 인구 밀도는 80.3명/km2이다. 행정 구역상으로는 사타쿤타 지역에 속하며 투르쿠에서 북쪽으로 92 km, 포리에서 남쪽으로 50 km 정도 떨어진 곳에 위치한다.
스웨덴의 지배하에 있던 1442년 5월 17일에 도시 지위를 부여받았으며 뛰어난 품질을 가진 레이스 산업으로 널리 알려졌다. 오래된 목조 가옥이 들어서 있는 라우마 구 시가지는 유네스코 세계유산으로 지정되어 있다.

## 역사
14세기 이전까지 프란치스코회 수도원과 가톨릭 교회가 있었다. 1550년 라우마에 거주하던 주민들을 헬싱키로 이주하라는 명령이 내려졌지만 라우마는 계속 성장했다.
1640년과 1682년에 일어난 대화재로 인해 한때 도시가 잿더미로 변하기도 했지만 여러 차례에 걸친 재건 작업이 진행되었고 현재는 약 600여 개에 달하는 목조 건축물이 남아 있다. 18세기에 재건된 건물들은 네오 르네상스 양식을 채용한 건물들이 주를 이룬다.
1897년 당시에는 범선 57척에 달하는 핀란드 최대의 선단을 보유했으며 선단의 주요 수출 지역은 독일과 스톡홀름, 발트해 연안 국가였다. 1890년대 라우마 사범대학(나중에 투르쿠 대학교에 합병됨)이 들어섰으며 현재에도 라우마에는 투르크 대학교 교육학부 캠퍼스가 있다.